# Orona
Orona, také známý jako Hullův ostrov, je jedním z atolů patřících mezi Phoenixské ostrovy ve státě Kiribati. Přestože byl v různých obdobích osídlen, v současnosti (2023) je neobydlen.

## Popis
Ostrov měří přibližně 9×4 kilometry a je tvořen pásem země o šířce několika set metrů, který obklopuje velkou lagunu s hloubkou 15–20 metrů. Lagunu spojují s okolním oceánem četné průlivy, z nichž jen pár je splavných. Celková plocha ostrova činí cca 4 km2 a maximální výška je 9 m n. m.

## Flóra a fauna

### Ostrov
Povrch Orony je pokryt kokosovými palmami (převážně na západní straně), tyčícími se do výšky 12–18 metrů. Zbytek atolu je pokryt křovinami, bylinami a trávou. Na ostrově žijí zdivočelé kočky, psi, krysy a prasata. Bývalí obyvatelé ostrova chovali kachny a kuřata, ale není známo, zda zde nějaká zůstala. Dále se zde vyskytují tři druhy ještěrek, suchozemští krabi a přibližně padesát druhů hmyzu. Mořské želvy ostrov využívají jako hnízdiště.

### Korálové útesy
Na rozdíl od jiných atolů, jejichž laguna je pro živé organismy příliš slaná, se v laguně Orony vyskytuje mnoho ryb a mlžů. Průzkumy z roku 2000 zjistily, že rozsah pokrytí řasami poskytuje důkazy o vysokých úrovních živin, díky vysokému pokrytí vláknitými tenkými hnědými řasami na všech površích včetně skal. Pokrytí živými korály bylo extrémně nízké, méně než 5 %, ačkoli korálové hlavy typické pro zdravý útes byly hojné, i když mrtvé, což naznačovalo, že po delší dobu docházelo k chronické úmrtnosti. Na závětrné straně laguny byly identifikovány druhy korálů typické pro bahnité prostředí. Směrem ke středu a návětrné straně laguny písčité dno hrubne s růstem korálů, které se rozvíjely kolem mrtvých bombor a malých útesů. Diverzita korálů se postupně zvyšuje směrem k největšímu z průlivů, kde roste přítomnost oceánských druhů z vnějších útesů.

## Dějiny
Stejně jako na jiných ostrovech v regionu, i na Oroně byly nalezeny důkazy o prehistorickém osídlení Polynésany. Na východním cípu ostrova stojí starobylá kamenná marae spolu s ruinami přístřešků, hrobů a dalších staveb.
Není jisté, kdo nebo kdy ostrov objevil, nicméně jako Hullův ostrov byl pojmenován Charlesem Wilkesem, který ostrov navštívil v srpnu roku 1840 v rámci americké expedice, a to na počest komodora Isaaca Hulla. Pod tímto názvem byl nadále známá až do získání nezávislosti republiky Kiribati v roce 1979, kdy byl název změněn Orona.
Na rozdíl od jiných Phoenixských ostrovů na Oroně pravděpodobně neprobíhala těžba guána. Britská vlajka zde byla vztyčena 11. července 1889 a ostrov se stal součástí kolonie Gilbertovy a Elliceovy ostrovy. V roce 1916 byla Orona pronajata kapitánu Allenovi ze Samojské přepravní a obchodní společnosti a stala se plantáží kopry. Nájemní smlouva byla vyplacena britskou vládou v roce 1938. V lednu 1939 byla na ostrově zřízena pošta, která fungovala až do roku 1964.
Většina obyvatel byla z ostrova evakuována v roce 1963 kvůli přetrvávajícímu suchu a klesajícímu trhu s koprou. Poté, co byl opuštěn, byl ostrov v roce 1970 znovu obsazen americkými úřady a byl podřízen kondominiu Canton a Enderbury. Britské a americké nároky na ostrov skončily v roce 1979, kdy byla vyhlášena nezávislost Kiribati na Velké Británii. Vláda Kiribati převzala správu na ostrovem v roce 1981. Znovu byl krátce osídlen v letech 2001 až 2004 sběrači mořských okurek z Gilbertových ostrovů podporovanými hlídkovým člunem kiribatského námořnictva.

## Galerie

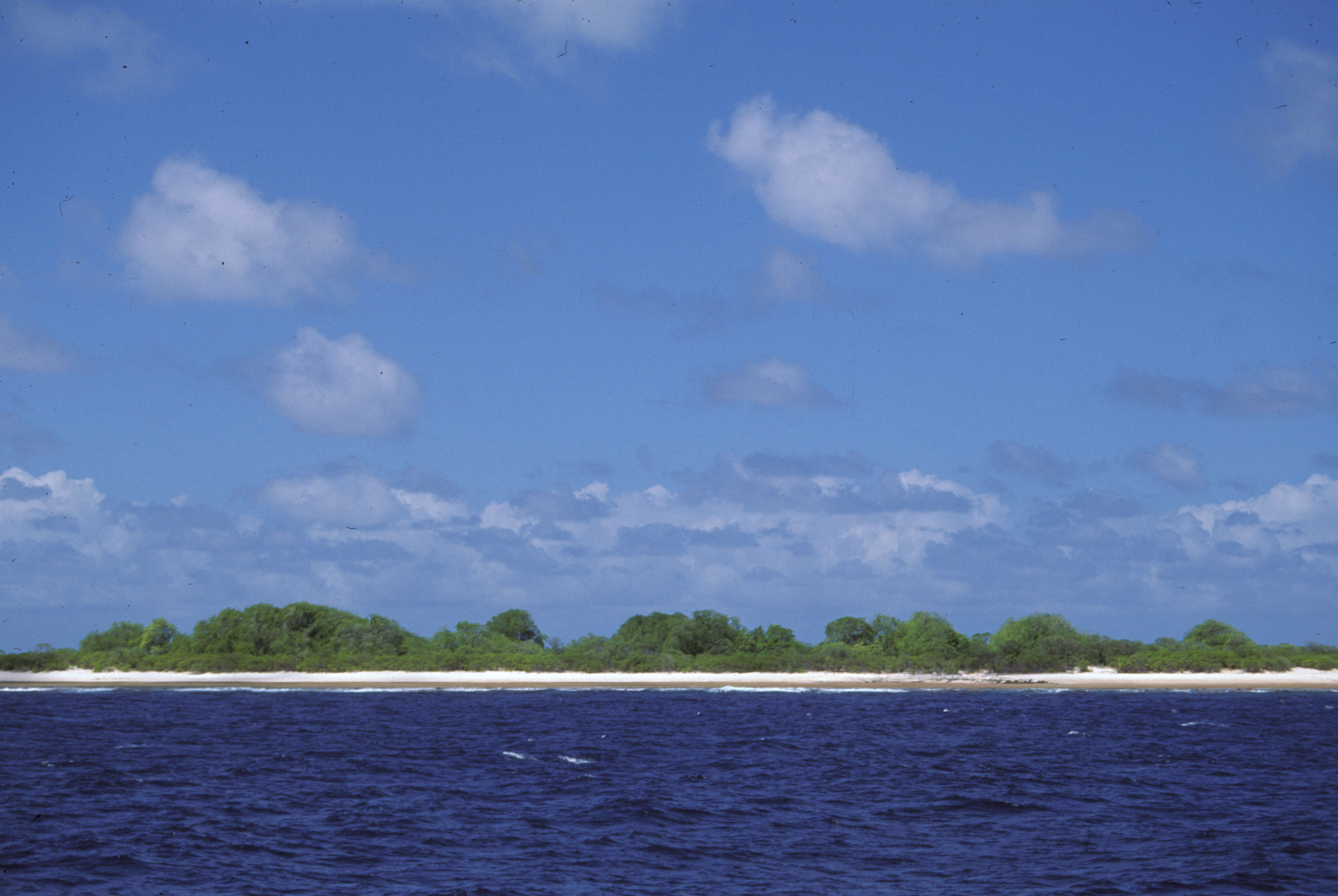
Pohled z oceánu
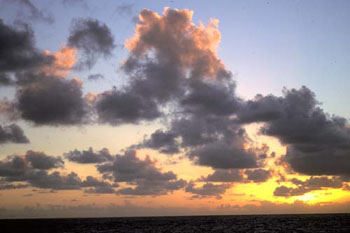
Západ slunce nad Oronou
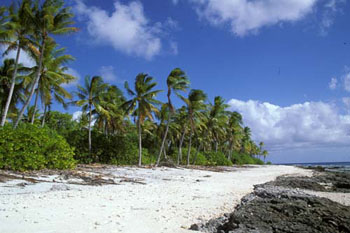
Pláž na ostrově
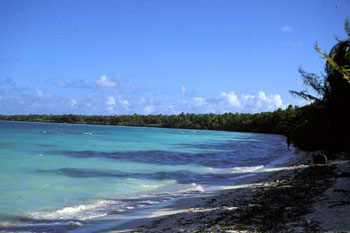
Laguna
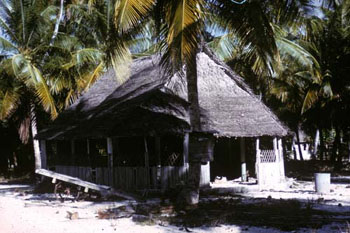
Budova bývalé pošty